# Victoria von Großbritannien und Irland (1868–1935)

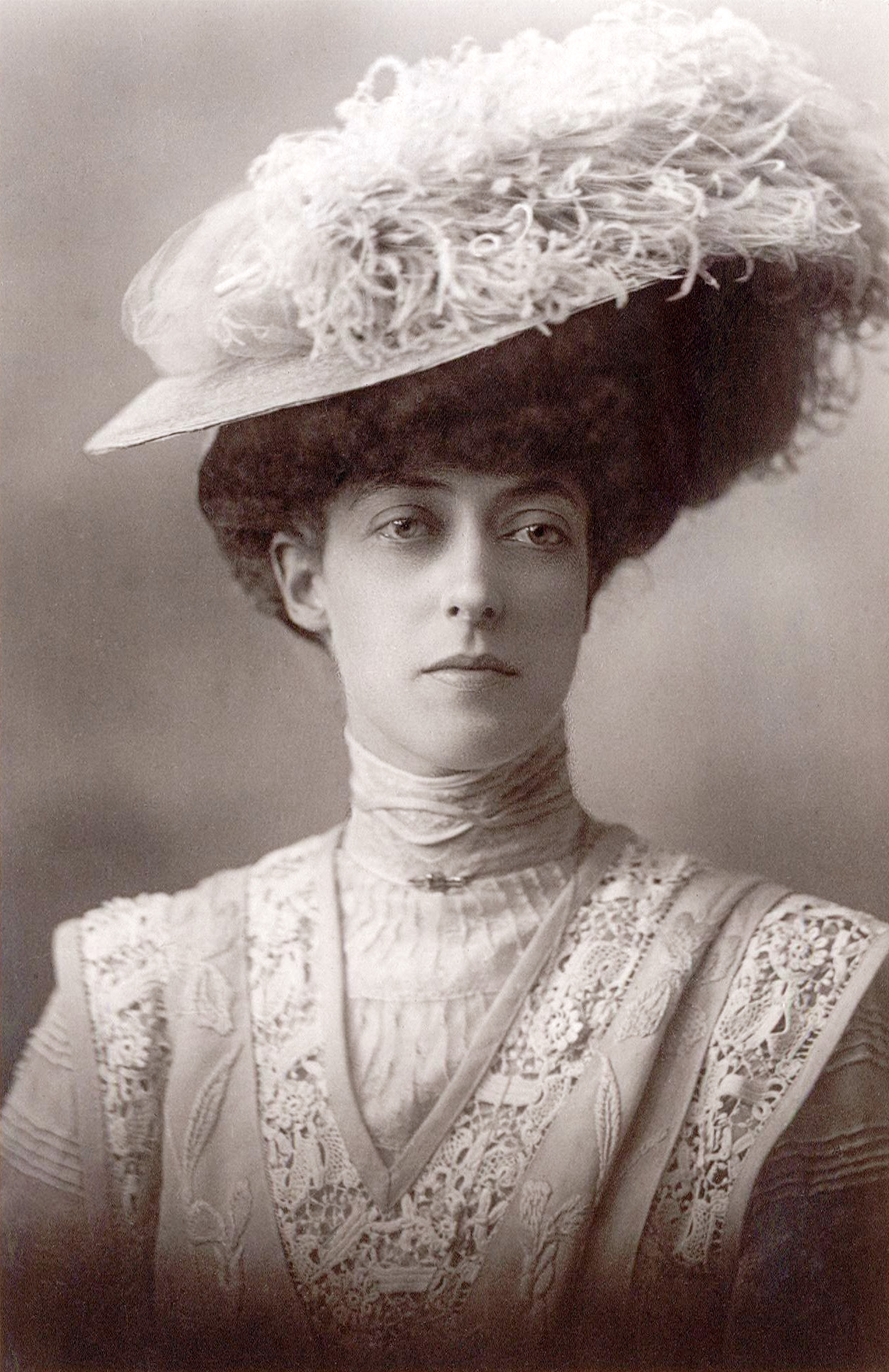
Victoria von Sachsen-Coburg und Gotha, um 1890

Prinzessin Victoria Alexandra Olga Mary VA CI DGStJ (* 6. Juli 1868 im Marlborough House, London; † 3. Dezember 1935 im Coppins House, Iver, Buckinghamshire) war eine Prinzessin von Großbritannien und Irland aus dem Hause Sachsen-Coburg und Gotha (seit 1916 in Windsor umbenannt).

## Leben

### Kindheit und Jugend

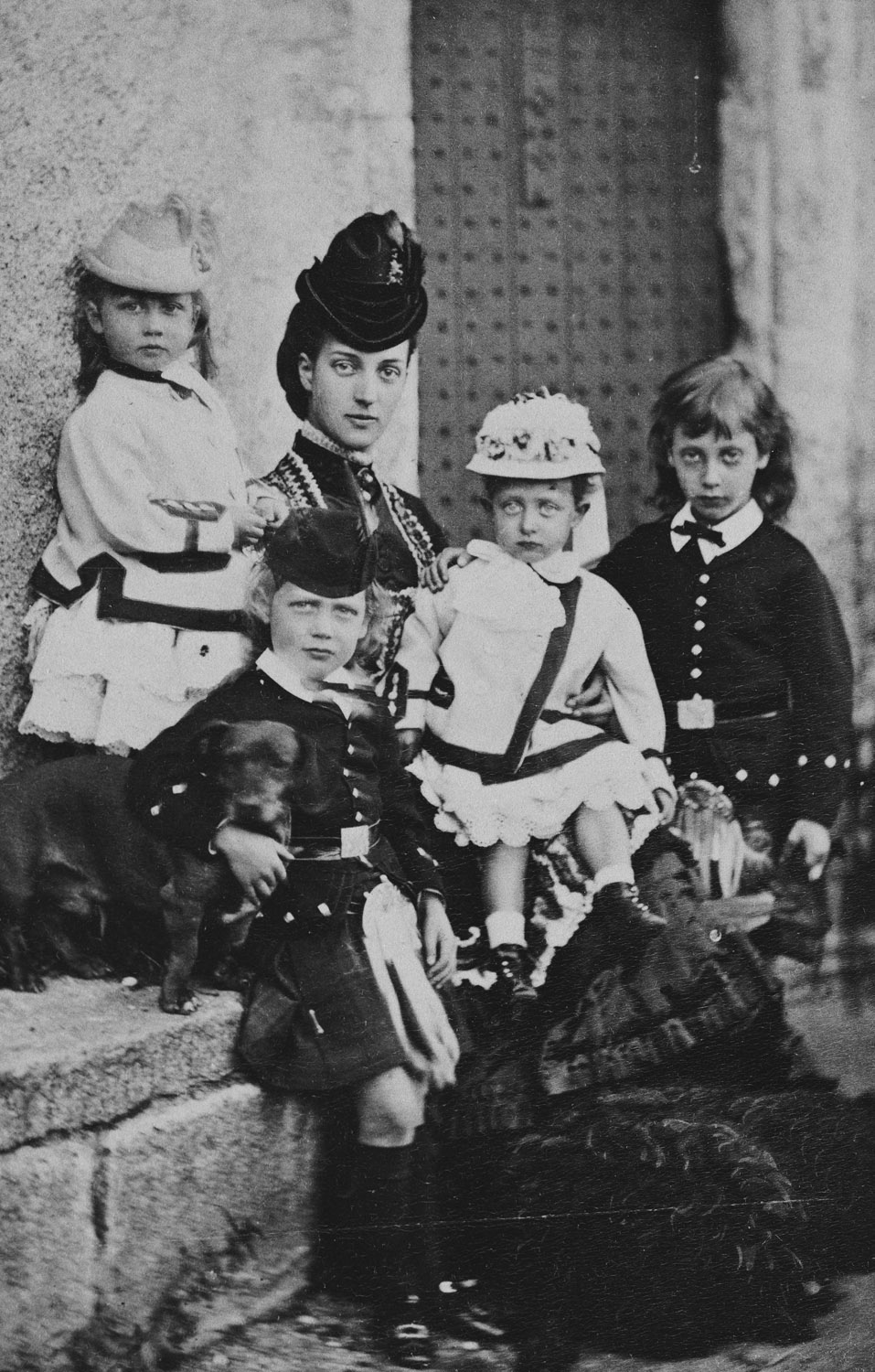
Prinzessin Victoria (auf dem Schoß ihrer Mutter sitzend) mit ihrer Mutter und ihren Geschwistern (1870)

Victoria war die zweite Tochter des Prince of Wales und späteren Königs Eduard VII. (1841–1910) und dessen Gemahlin Prinzessin Alexandra von Dänemark (1844–1925), Tochter des dänischen Königs Christian IX. Väterlicherseits war sie Enkelin von Königin Victoria und deren Gemahl Albert von Sachsen-Coburg und Gotha. Sie wurde innerhalb der Familie Toria gerufen.
Im August 1868 wurde sie vom Erzbischof von Canterbury, Archibald Campbell Tait, getauft. Unter ihren elf Paten waren: ihre Großmutter väterlicherseits, Zar Alexander II., dessen Sohn und späterer Zar Alexander III., Arthur, 1. Duke of Connaught and Strathearn, Großherzog Ludwig IV. von Hessen-Darmstadt, Königin Olga von Griechenland und Mary Adelaide Herzogin von Teck.
Victoria verlebte zusammen mit ihren Geschwistern ihre Kinder- und Jugendjahre im Marlborough House und im Sandringham House. Ihre Erziehung und die schulische Ausbildung lagen in den Händen mehrerer Hauslehrer und Gouvernanten. Auf Drängen des Vaters genossen die Kinder eine fröhliche und entspannte Erziehung. Es fehlte stark an Disziplin. Die Großmutter Königin Victoria beschwerte sich oft über das schlechte Benehmen ihrer Enkelkinder.
Ein besonderes Verhältnis hatte sie zu ihrem älteren Bruder, dem späteren König Georg V. Dieser schrieb einmal: „Niemand hatte jemals eine Schwester wie sie.“ Victoria und ihre Schwestern Louise und Maud waren als „Whispering Wales Girls“ bekannt, da sie sich sehr nahe standen und viel zusammen unternahmen. Kronprinzessin Alexandra war eine hingebungsvolle Mutter und hatte ihre Kinder immer gerne um sich. Sie wollte ihre Töchter bei sich behalten, solange es möglich war. Aus diesem Grund wuchsen die Mädchen isoliert und fast ohne Kontakt zu Gleichaltrigen auf. Familienmitglieder beschrieben Victoria als die Intelligenteste unter den Kindern des Kronprinzenpaares. Sie galt als amüsant, aber wegen ihrer spitzen Zunge auch manchmal als ungezogen.

### Leben als Erwachsene

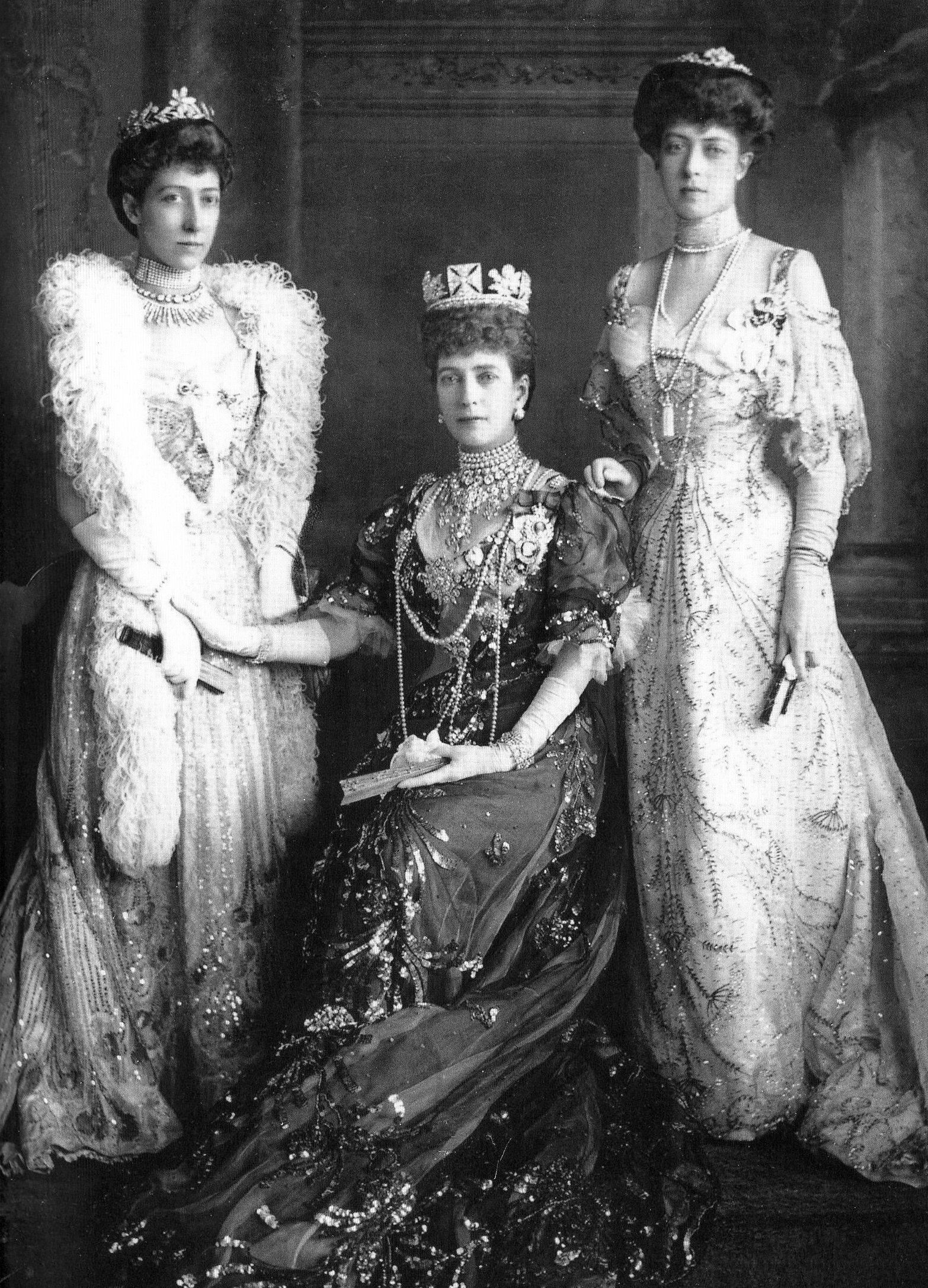
Prinzessin Victoria (rechts) mit ihrer Schwester Prinzessin Louise und ihrer Mutter Königin Alexandra (1905)

Als Georg sich 1893 mit der Prinzessin Maria von Teck verheiratete, entwickelte Victoria ein schlechtes Verhältnis zur neuen Frau an der Seite ihres Bruders. Sie stellte ihre Schwägerin als langweilig und einfältig dar. Bei Dinners bekundete sie ihr Mitleid mit Gästen, die neben Maria saßen. Victoria beneidete sie um ihre glückliche Ehe und machte Maria bei jeder sich bietenden Gelegenheit das Leben schwer. Beispielsweise forderte Victoria Möbel und Schmuck von ihr zurück, mit der Behauptung, diese Sachen stünden in ihrem Besitz.

In den 1890er Jahren forderte Victorias Tante Kaiserin Friedrich Kronprinzessin Alexandra in einem Brief dazu auf, geeignete Ehemänner für deren noch ledige Töchter Victoria und Maud zu finden und beurteilte es als unklug, diese unvermählt zu lassen. Obwohl Prinzessin Victoria mehrere Heiratskandidaten hatte, blieb sie unverheiratet. Prinz Adolphus von Teck, der Bruder ihrer Schwägerin Maria, zeigte Interesse an ihr. Außerdem hegte Victoria den Wunsch, den verwitweten Premierminister Archibald Primrose, 5. Earl of Rosebery, zu heiraten. Ihre Mutter überzeugte sie jedoch, keine Verbindung einzugehen, sodass Victoria alle Heiratspläne verwarf. Sie stand unter dem Einfluss Alexandras, die verhindern wollte, dass ihre Töchter heiraten. Nachdem ihre beiden Schwestern vermählt waren, wurde Victoria zur ständigen Begleiterin ihrer Eltern, insbesondere zu der ihrer Mutter bis zu deren Tod im Jahr 1925. Als junge Erwachsene widmete Victoria sich der Gartenarbeit und der Buchbinderei. Außerdem besuchte sie bei ausgiebigen Reisen im Ausland lebende Verwandten. Während ihre beiden Schwestern in harmonischen Ehen lebten und allmählich junge Familien gründeten, merkte Victoria, wie sehr ihr eigenes Leben mit ihren Eltern verbunden blieb. Dies änderte sich auch nicht, als ihre Eltern 1901 Königin Victoria nach deren Tod als König und Königin von Großbritannien und Irland auf den Thron folgten. Die Bindung zu ihrer Mutter intensivierte sich nach Eduards VII. Tod im Jahr 1910 noch  weiter. Ihre Cousine Großfürstin Olga Alexandrowna Romanowa beschrieb Victorias Rolle als Gesellschafterin von Alexandra als die einer verherrlichten Magd.

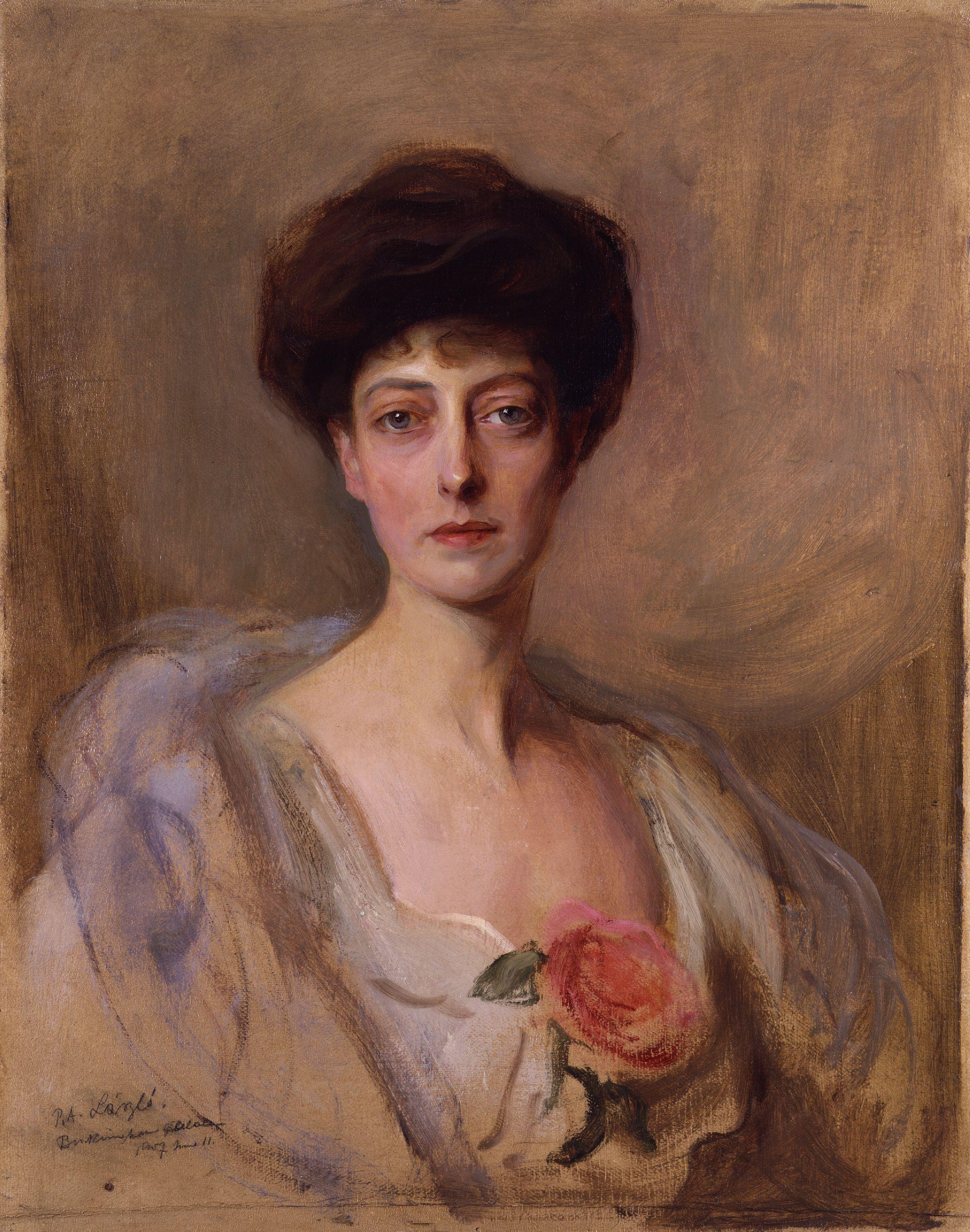
Philip Alexius de László: Princess Victoria (1907)

Erst nach dem Tod ihrer Mutter konnte sie ein selbstbestimmtes Leben führen. Victoria bezog das Coppins House in Iver in der Grafschaft Buckinghamshire. Sie integrierte sich ins Dorfleben und wurde Ehrenpräsidentin der Iver Gartenbaugesellschaft. Von Iver aus führte Victoria täglich Telefonate mit ihrem Bruder König Georg V., mit dem sie weiterhin eng verbunden blieb. Laut Berichten soll sie ein Gespräch stets mit den Worten „Hallo, du alter Narr“ begonnen haben.
In späteren Jahren war Victoria zunehmend von gesundheitlichen Problemen geplagt. Sie litt an Neuralgien, Migräne, Verdauungsstörungen, Depressionen und Erkältungen. Sie starb am 3. Dezember 1935, weniger als sieben Wochen vor dem Tod ihres Bruders König Georg V. Ihre Trauerfeier fand am 8. Januar 1936 in der St.-Georgs-Kapelle auf Schloss Windsor statt, und sie wurde im Mausoleum von Frogmore House bei Windsor beigesetzt. Das Coppins House in Iver vermachte Victoria ihrem Neffen Prinz George, 1. Duke of Kent, dessen Familie es zeitweise bewohnte und 1972 verkaufte.

## Titel und Auszeichnungen

Wappen von Prinzessin Victoria

### Titulatur (style)
- 1868–1901: Her Royal Highness Princess Victoria of Wales
- 1901–1935: Her Royal Highness The Princess Victoria

### Orden und Ehrenzeichen
- VA: Royal Order of Victoria and Albert
- CI: Companion des Order of the Crown of India
- DGStJ: Dame Grand Cross des Order of Saint John